# Homostola abernethyi
Homostola abernethyi är en spindelart som först beskrevs av William Frederick Purcell 1903.  Homostola abernethyi ingår i släktet Homostola och familjen Cyrtaucheniidae. Inga underarter finns listade i Catalogue of Life.